# Manniella cypripedioides
Espèce
Manniella cypripedioides Salazar, T.Franke, Zapfack & Beenken est une espèce d'Orchidées du genre Manniella, présente sur la ligne montagneuse du Cameroun.

## Étymologie
Son épithète spécifique cypripedioides fait référence à son labelle en forme de poche, évoquant celui de certaines espèces du genre Cypripedium.

## Description
C'est une herbe terrestre dont la hauteur est comprise entre 30 et 65 cm.

## Distribution
Relativement rare, l'espèce a été collectée sur deux aires disjointes, principalement sur plusieurs sites au Cameroun dans la Région du Sud-Ouest (réserve de Banyang-Mbo, mont Cameroun, monts Bakossi), également en Guinée équatoriale (Bioko).